# مؤسسة نيلسون مانديلا
مؤسسة نيلسون مانديلا هي منظمة غير حكومية تأسست في جنوب أفريقيا في عام 1999 من أجل «الاستجابة للحاجة المتنامية والملحة لنيلسون مانديلا (تقاعد للتو من رئاسة تحتاج) لتقديم الدعم اللازم لتمكينه من مواصلة العمل المضطلع به على رأس البلاد. [...] انطلاقا من هذا الهدف اللوجستية، تطورت المؤسسة لتطبيق على أرض الواقع مثلها وقيمها».
تكرس المؤسسة نفسها لإدامة رؤية مانديلا، فمن الصعب تلخيص جميع الأهداف والوسائل التي تطورها. ومع ذلك، فمن الواضح من الخطوط العامة، بأن جميع الأعضاء يعملون قلبا وقالبا على تحسين الظروف المعيشية للسكان الأكثر حرمانا في جنوب أفريقيا والعالم الأوسع، في مجالات متنوعة مثل الفقر أو الحرية أو المرض أو الاضطهاد. وعلى وجه التحديد، تسعى المنظمة وراء هدفين رئيسيين هما مكافحة وباء الإيدز وتحسين التعليم في المناطق الريفية.

## وصلات خارجية
- (بالإنجليزية) الموقع الرسمي لنيلسون مانديلا